# Comité Estatal de Conservación de Texas

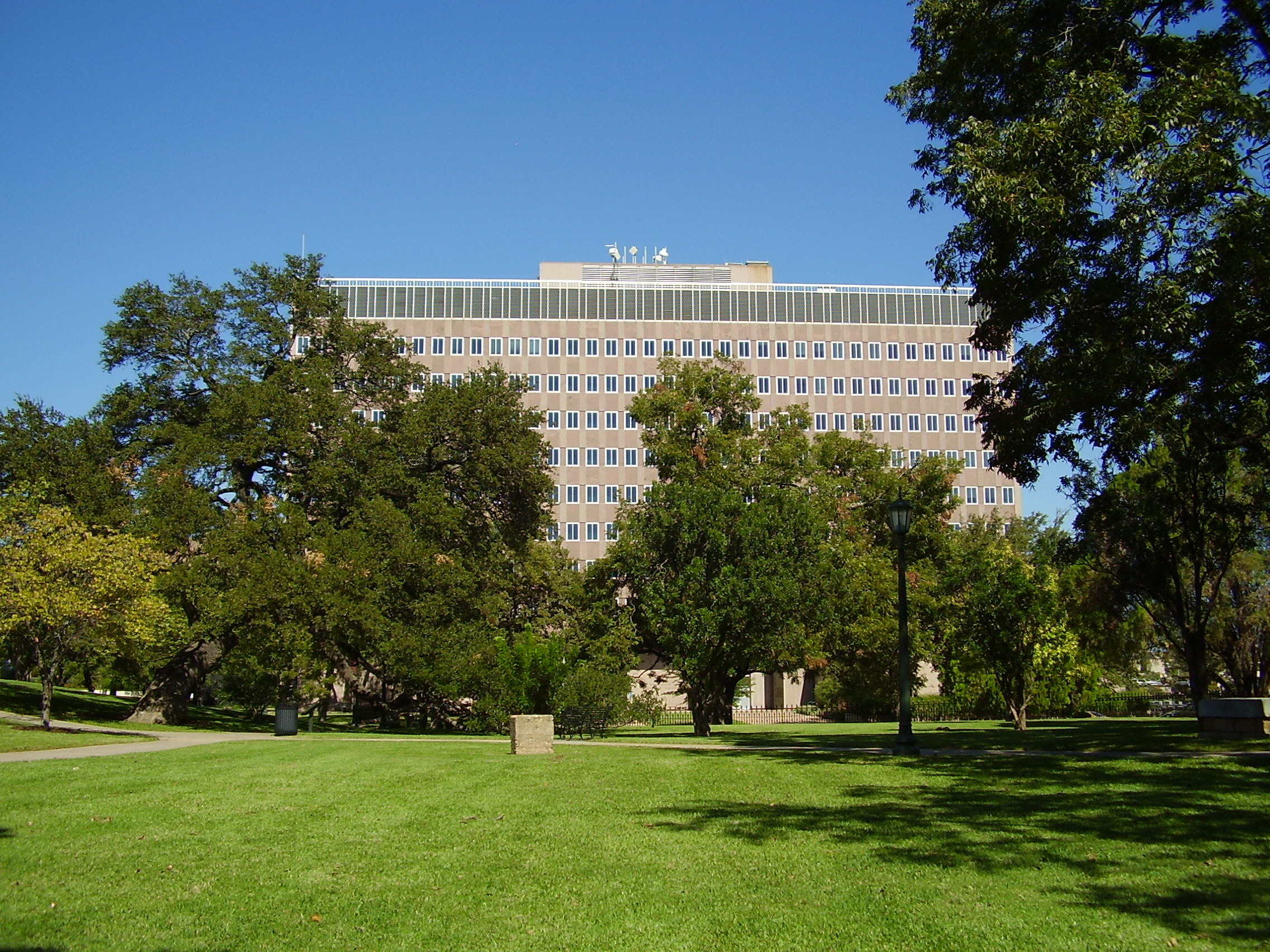
El Sam Houston State Office Building tiene la sede del comité

El Comité Estatal de Conservación de Texas (Texas State Preservation Board, TSPB) es una agencia del gobierno de Texas. Tiene su sede en Sala 950 en el Sam Houston State Office Building en Downtown Austin. El comité conserva y mantiene edificios designados incluyendo el Capitolio de Texas. El comité gestiona el Museo Bullock de Historia del Estado de Texas. La 68a Legislatura de Texas estableció el comité en 1983.